# 珀蒂维尔
珀蒂维尔（法語：Petiville，法語發音：[pətivil] ⓘ）是法国滨海塞纳省的一个市镇，属于勒阿弗尔区。

## 地理
珀蒂维尔（49°27'37"N, 0°35'15"E）面积16.74 平方千米，位于法国诺曼底大区滨海塞纳省，该省份为法国北部沿海省份，其西部及北部濒大西洋英吉利海峡，东起顺时针与索姆省、瓦兹省、厄尔省和卡爾瓦多斯省接壤。
与珀蒂维尔接壤的市镇（或旧市镇、城区）包括：圣欧班叙基耶伯夫、特鲁维尔拉欧勒、维约港、塞纳河畔热罗姆港、艾济耶。

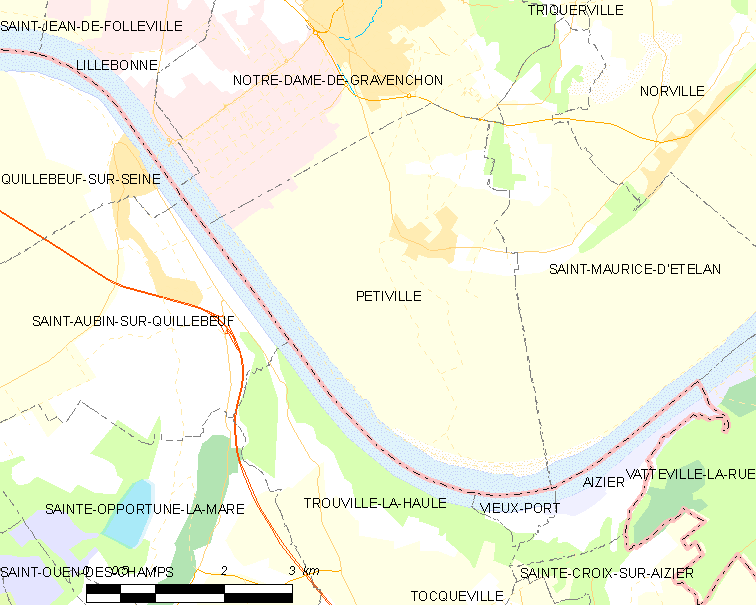
珀蒂维尔的OSM定位图

珀蒂维尔的时区为UTC+01:00、UTC+02:00（夏令时）。

## 行政
珀蒂维尔的邮政编码为76330，INSEE市镇编码为76499。

## 政治
珀蒂维尔所属的省级选区为塞纳河畔热罗姆港县。

## 人口

1962-2008年间珀蒂维尔人口变化图示

珀蒂维尔于2022年1月1日时的人口数量为1179人。